# Macaroeris cata
Macaroeris cata is een spinnensoort in de taxonomische indeling van de springspinnen (Salticidae).
Het dier behoort tot het geslacht Macaroeris. De wetenschappelijke naam van de soort werd voor het eerst geldig gepubliceerd in 1867 door John Blackwall.